# Tiens ferme ta couronne
Tiens ferme ta couronne est un roman de Yannick Haenel paru le 17 août 2017 aux éditions Gallimard et récompensé du prix Médicis le 9 novembre de la même année.

## Historique
Tiens ferme ta couronne est finaliste du prix Goncourt, attribué cette année-là à Éric Vuillard, avant de recevoir le prix Médicis.

## Résumé
Auteur d'un scénario qui n'intéresse personne sur la vie de Herman Melville, Jean Deichel, le narrateur, passe son temps à vider des bières, de la vodka et à visionner des films qui l'obsèdent comme Apocalypse Now de Francis Ford Coppola ou Voyage au bout de l'enfer et La Porte du paradis de Michael Cimino. Convaincu que seul Cimino pourrait réaliser son film, il finit par le rencontrer lors d'un aller-retour d'une journée à New York. Cimino et le narrateur échangent deux livres : le livre de Jean-François Lyotard sur Malraux et Témoignage de Charles Reznikoff. D'autres personnages croisent le chemin du narrateur : le dalmatien de son voisin, la directrice du Musée de la chasse et de la nature, ou encore Isabelle Huppert qui raconte le tournage de La Porte du paradis.

## Réception critique
« Tiens ferme ta couronne est un roman touché par la grâce, comme le sont Cercle et À mon seul désir, un roman du désir, désir de vivre et d’écrire, d’inventer, de composer, désir de poétiser la vie, et de la rendre éternelle. ».

## Éditions
- Coll. « L'Infini », Éditions Gallimard, 2018  (ISBN 9782070177875)[5].